# Epipactis placentina
Epipactis placentina là một loài thực vật có hoa trong họ Lan. Loài này được Bongiorni & P.Grünanger mô tả khoa học đầu tiên năm 1993.